# Chí Minh, Tràng Định
Chí Minh là một xã thuộc huyện Tràng Định, tỉnh Lạng Sơn, Việt Nam.
Xã Chí Minh có diện tích 51,29 km², dân số năm 1999 là 1.615 người, mật độ dân số đạt 31 người/km².
Theo thống kê năm 2019, xã Chí Minh có diện tích 51,29 km², dân số là 1.571 người, mật độ dân số đạt 31 người/km².